# Линейные корабли типа «Саут Дакота» (1920)

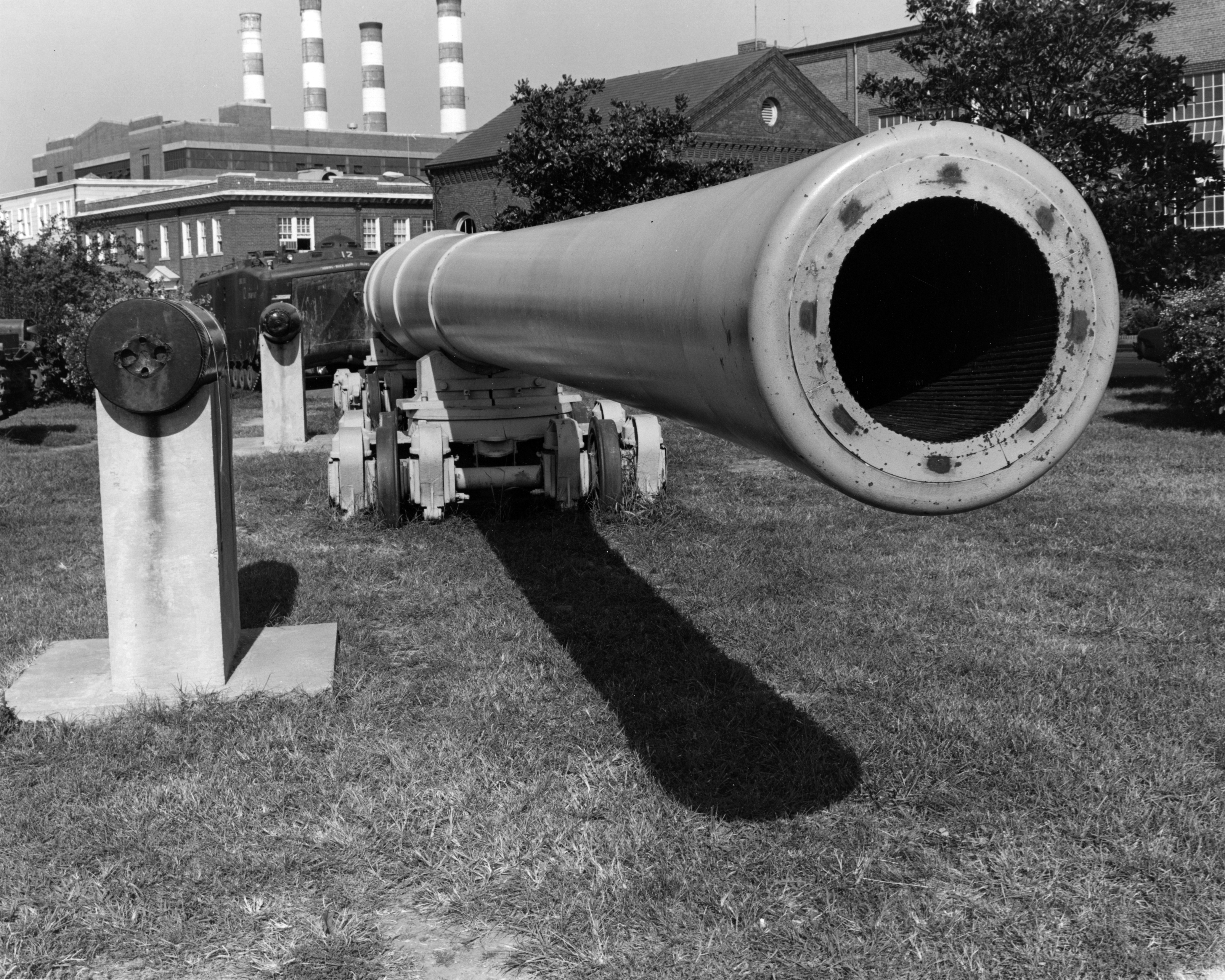
16-дюймовое орудие Mark 2 линкора типа «Саут Дакота»

Это статья об американских линкорах типа «Южная Дакота», строительство которых прекращено по Вашингтонскому договору 1922 года. О линкорах типа «Южная Дакота» времён Второй мировой войны см. Линейные корабли типа «Южная Дакота».
Линейные корабли типа «Южная Дакота» (англ. South Dakota class) — тип линейных кораблей США. Всего в 1920 году заложено 6 кораблей этого типа. Строительство прекращено в 1922 году в соответствии с Вашингтонским соглашением об ограничении морских вооружений.
Заказ на строительство серии получен 4 марта 1917 года, корабли заложены в 1920—1921 годах, 8 февраля 1922 года строительство прекращено при готовности около 30 %, в 1923 году корабли разобраны на лом. Некоторые комплектующие разобранных кораблей использовались для модернизации оставшихся в строю линкоров, что разрешалось условиями Вашингтонского договора. Броневые плиты линкора «Индиана» использовались для строительства укреплений в зоне Панамского канала.
Эти корабли должны были стать самыми большими, тяжело вооружёнными и бронированными довоенными линкорами США. По скорости (23 узла) их превосходили только японские линкоры типа «Нагато» и английские типа «Куин Элизабет».

## Конструкция

### Вооружение
На «Саут Дакоте» было решено перейти к усовершенствованному типу 16" орудия с повышенной до 50 калибров длиной ствола. Главное вооружение линкоров состояло из двенадцати 406-мм орудий в четырёх трёхорудийных башнях.
Конструкция 16" орудий представляла собой развитие прежних 12" и 14" моделей американского флота — ствол скреплялся тремя рядами цилиндров, поверх последнего из которых шёл кожух. В целом это орудие олицетворяло принцип «высокая начальная скорость/облегчённый снаряд».

### Энергетическая установка

#### Главная энергетическая установка
Энергетическая установка кораблей типа «Саут Дакота» отличалась только большей мощностью от турбоэлектрической типа «Колорадо» и имела много общего с силовой установкой линейных крейсеров типа «Лексингтон». Два турбоагрегата приводили во вращение два 28 000-кВт генератора («General Electric» на «Indiana» и «Montana», «Westinghouse» на остальных) двухфазного переменного тока. Ток напряжением 5000 В подавался на 4 электромотора мощностью по 11 200 кВт (15 020 л. с.), вращавших гребные валы. Пар для турбоагрегатов вырабатывали двенадцать) котлов, каждый в своём отсеке, «Babcock & Wilcox» с давлением 285 psi (1965 кПа; 20 кгс/см²). Корабли имели скорость 23 узла при мощности 60 000 л. с.
Проектная дальность составляла 8000 морских миль на ходу 10 узлов.

#### Электропитание
Корабли имели восемь турбогенераторов мощностью по 500 кВт.

### Бронирование
Верхними кромками плиты пояса крепились к главной броневой палубе, набранной из двух слоев 70-фунтовой специальной стали (STS). Под главной бронепалубой и на всем протяжении параллельно ей проходила противоосколочная палуба: 31,7 мм STS на 12,4 мм мягкой судостроительной стали.

## Корабли серии
| Название                  | Заложен    | Верфь | Прекращен  | %  | Разобран |
| ------------------------- | ---------- | ----- | ---------- | -- | -------- |
| BB-49 «Южная Дакота»      | 15.03.1920 | NYNY  | 08.02.1922 | 38 | 1923     |
| BB-50 «Индиана»           | 01.11.1920 | NYNY  | 08.02.1922 | 35 | 1923     |
| BB-51 «Монтана»           | 01.09.1920 | MINY  | 08.02.1922 | 28 | 1923     |
| BB-52 «Северная Каролина» | 12.01.1920 | NNSY  | 08.02.1922 | 37 | 1923     |
| BB-53 «Айова»             | 17.05.1920 | NNSB  | 08.02.1922 | 32 | 1923     |
| BB-54 «Массачусетс»       | 04.04.1921 | BSB   | 08.02.1922 | ?  | 1923     |